# Monsó
Monsó (en catalán Montsor) es un pueblo español del municipio de Puebla de Segur, en la provincia de Lérida, Cataluña. Está ubicado al norte del término municipal, siendo el centro de la parte montañosa del municipio que constituía la parroquia de Santa María de Montsor.
Se ubica sobre las peñas de roca sedimentaria (conglomerado) que separan las dos comarcas del Pallars.

## Datos generales
Deshabitado desde la década de 1970. Los motivos de la diáspora fueron las dificultades de comunicación y falta de servicios, crisis ganadera y desaparición de la agricultura de subsistencia, así como las ventajas de las urbes modernas.
Por Monsó transcurría la antigua vía de comunicación entre el Pallars Jussá y el Pallars Sobirá, cuando permanecía cerrado el paso Pas de Collegats. Fue un pueblo ubicado estratégicamente situado en ese camino. Desde la apertura de la vía por el cañón de Collegats, Montsor quedó fuera de las rutas habituales de comunicación y cayó en decadencia. Era el denominado camino viejo de Puebla de Segur a Monsó, que pasa por el Puerto de Montsor.
Para llegar a Monsó por carretera desde la capital del municipio hay que dar una vuelta considerable, puesto que es necesario llegar allí por el norte. Se sigue la  N-260 , hacia el norte, hasta el pueblo de Senterada (10 km), desde donde se sigue hacia el noreste por la carretera  L-503  (3,5 km), hasta llegar a La Pobleta de Bellveí. Desde aquí parte hacia el sudeste la pista de Montcortès de Pallars, que se sigue unos 5,5 km hasta que se vislumbra Montsor. De aquí sale otra pista hacia el sudoeste que pasa por el collado de Mentui, llevando a Peracalç. Un km antes de llegar a este último pueblo sale otra pista hacia el noroeste, que lleva al Dolmen de Perauba y al Pla del Llac, haciendo el contorno de la Peña de Sant Aventí por el oeste. Esta pista lleva a Monsó tras unos 11,5 km.
El pueblo de Monsó era un pueblo cercado, como aún (2014) se puede apreciar a pesar de su abandono. Solo estaba abierto por el sur, donde se ubica la iglesia, que fue parroquial.

## Toponimia
Joan Coromines, 1997, explica el topónimo Monsó a partir de dos teorías. Ambas tienen en común a raíz del topónimo: mon, del latín mons, con el significado de monte o montaña.
Hay diferencias en la interpretación del sufijo só. Podría tratarse de un antropónimo germánico, Saur, variante de Sarwa, frecuente en Cataluña. En este caso significaría el monte de Saur. Otra interpretación dice que se podría tratar del antiguo adjetivo catalán sor (rojo), es decir, sería un topónimo descriptivo, el monte rojo o la montaña roja. Aun barajando ambas hipótesis, Coromines se inclina más a favor de la segunda.

### Las casas del pueblo
Monsó conserva muchas de sus casas en distintos estados de conservación. Manuel Gimeno recopiló los nombres de estas casas: Ca l'Amic, Casa Blancs, Casa Domenjó, Casa Familiar, Casa Manel, Cal Rafel, Casa Teixidor y Cal Xaloi.

### Los términos
El mismo autor hace una relación de los términos de Montsor: Artigor, Bases, Canaleta, Cultiots, Curna, Gasator, Gomosí, Molinassos, Planell, Segalar, Serra Pleta, Solà y Tallades.

## Historia
Cerca de Monsó se halla uno de los restos prehistóricos del término de Puebla de Segur: el sepulcro megalítico llamado cabaña de Montsor o de la Llosana.
Al castillo de Monsó solo se lo nombra una vez en los documentos conocidos. En 1390 fue donado por Ramón de Montferrer a su hermano Guillem, junto con el feudo de Puebla de Segur y de otros castillos de la comarca pallaresa. Es probable que la referencia al castillo lo sea al propio pueblo de Monsó, dada su disposición cercada.
En 1718 tenía 10 casas con 32 habitantes y estaba bajo la jurisdicción del Vizcondado de Pallars o de Vilamur.
A raíz de la promulgación de la Constitución de Cádiz en 1812, se constituyó como ayuntamiento independiente con el nombre de Monsó. Tras la promulgación de la ley municipal de 1854 no pudo mantener la municipalidad, pues se necesitaban un mínimo de 30 vecinos (cabezas de familia) y, en febrero de 1857, se integró a la de Puebla de Segur.
Madoz lo describe en 1845 como una localidad con ayuntamiento propio, ubicado sobre una montaña. Hay siete casas de una sola planta. En su término existe la masía de Queralt, propiedad de la casa de Oriente, de Puebla de Segur. El terreno es cerrado, montañoso, áspero y de mala calidad. Agricultura de secano, prados y algunas huertas. Abundan los carrascos. Se produce trigo, cebada, legumbres, patatas y algo de lana. Ganado lanar y caprino. Viven 7 vecinos y 44 habitantes.

## Patrimonio
La iglesia de Monsó es de estilo románico. Está actualmente agrupada a la de la Puebla de Segur y está dedicada a Santa María de Montsor.

## Ocio
Sendero Camino Viejo de Montsor y Cresta de GelatCamí vell de Montsor i cresta de Gelat en catalán. Señalizado. 14,6 km. 755 m de desnivel.